# Sunshine Anderson
Sunshine Anderson, född 8 oktober 1974 i Winston-Salem, North Carolina, är en amerikansk R&B/Soul-sångerska och låtskrivare. 
När Andersons debutalbum, Your Woman (2001), blev en dundersuccé och sålde över 750,000 kopior samt certifierades guld av RIAA blev sångerskan snabbt igenkänd som hennes skivbolag, Atlantic Records signatur artist. Uppföljaren, Sunshine at Midnight, släpptes den 23 januari 2007 och presterade dock avsevärt sämre när den aldrig klarade att klättra högre än över hälften på USA:s albumlista "Billboard 200". 
Sunshine gifte sig samma år och meddelade att hon tänkte göra ett uppehåll i sin musikkarriär då hon även väntade barn. 